# Кольцо (гора)
Гора Кольцо или Кольцо-гора — природный памятник, скальное образование на окраине города Кисловодска, Ставропольский край, Россия.

## Описание
Представляет собой мыс одного из отрогов Боргустанского хребта. Абсолютная высота — 871 м, превышение над основанием — около 100 м. Сложен песчаником и испещрён пещерами. В результате выветривания и эрозии крайняя пещера мыса стала сквозной и по форме напоминает гигантское «кольцо» диаметром 8-10 м. Туристическая достопримечательность. Упоминается в романе М. Ю. Лермонтова «Герой нашего времени»:

«Верстах в трех от Кисловодска, в ущелье, где протекает Подкумок, есть скала, называемая Кольцом; это — ворота, образованные природой; они поднимаются на высоком холме, и заходящее солнце сквозь них бросает на мир свой последний, пламенный взгляд. Многочисленная кавалькада отправилась туда посмотреть на закат солнца сквозь каменное окошко…»
С этим памятником природы связано много древних легенд. Считалось, например, что воин, проскакавший сквозь него в полном вооружении, становится непобедимым в бою. Одна из легенд нартского эпоса, рассказывающая о подвигах витязя Арефа, приписывает его победы над могущественными врагами именно волшебным чарам горы Кольцо. В связи с этим, среди туристов распространено поверье, что необходимо постоять в проёме «кольца» — это якобы приносит людям счастье и удачу.
С горы Кольцо открывается прекрасная панорама Кисловодска и его окрестностей, Пятигорья, Джинальского хребта, виден в хорошую погоду и Эльбрус.
Скала Кольцо входит в число музейных объектов Государственного музея-заповедника М. Ю. Лермонтова, базирующегося в Пятигорске.

## Транспорт
Автобус № 101 «Центральный рынок — Учкекен» до остановки «СНТ Нежинский». Либо на туристическом автобусе в составе организованной туристической группы.

## Иллюстрации

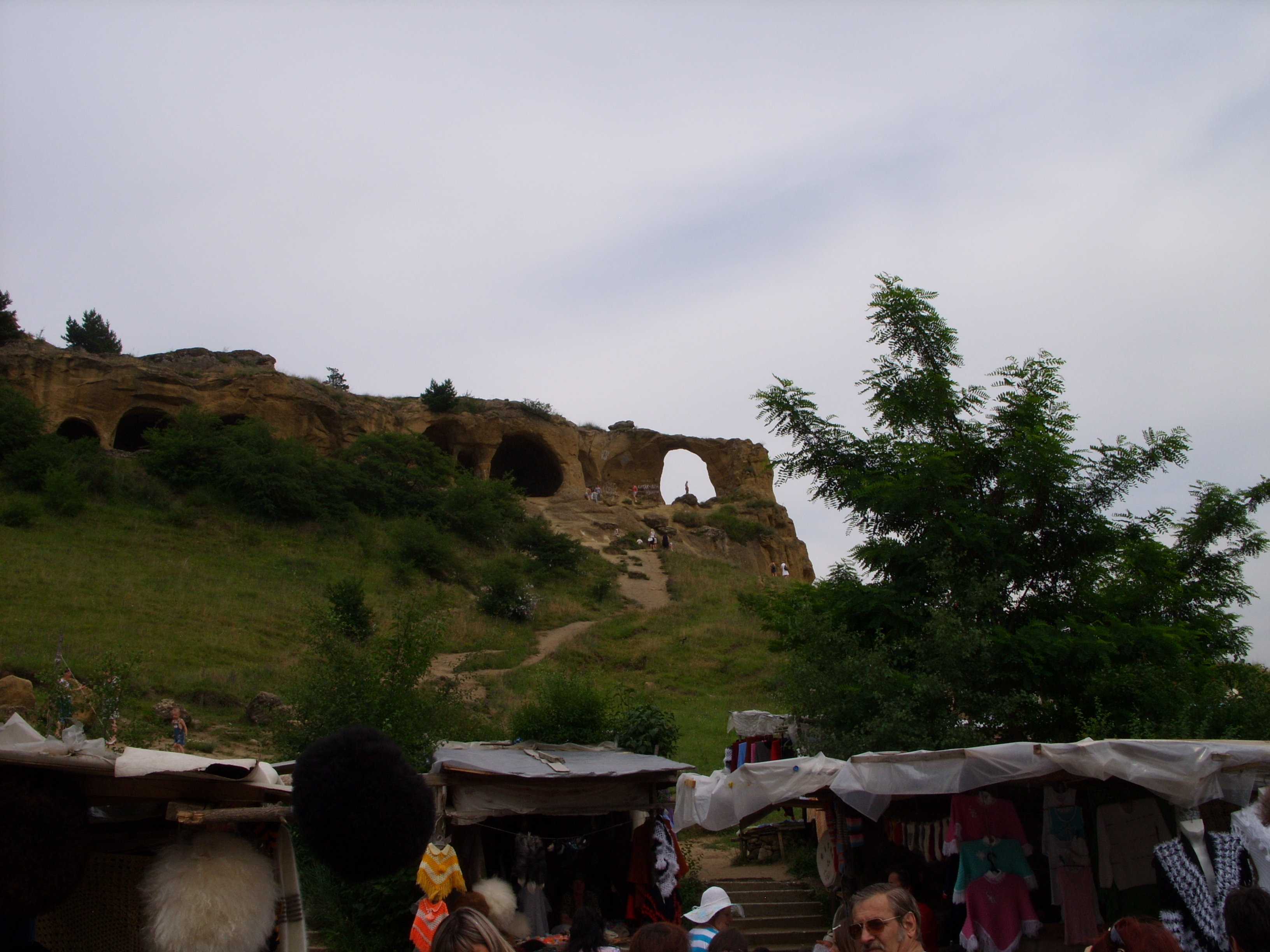
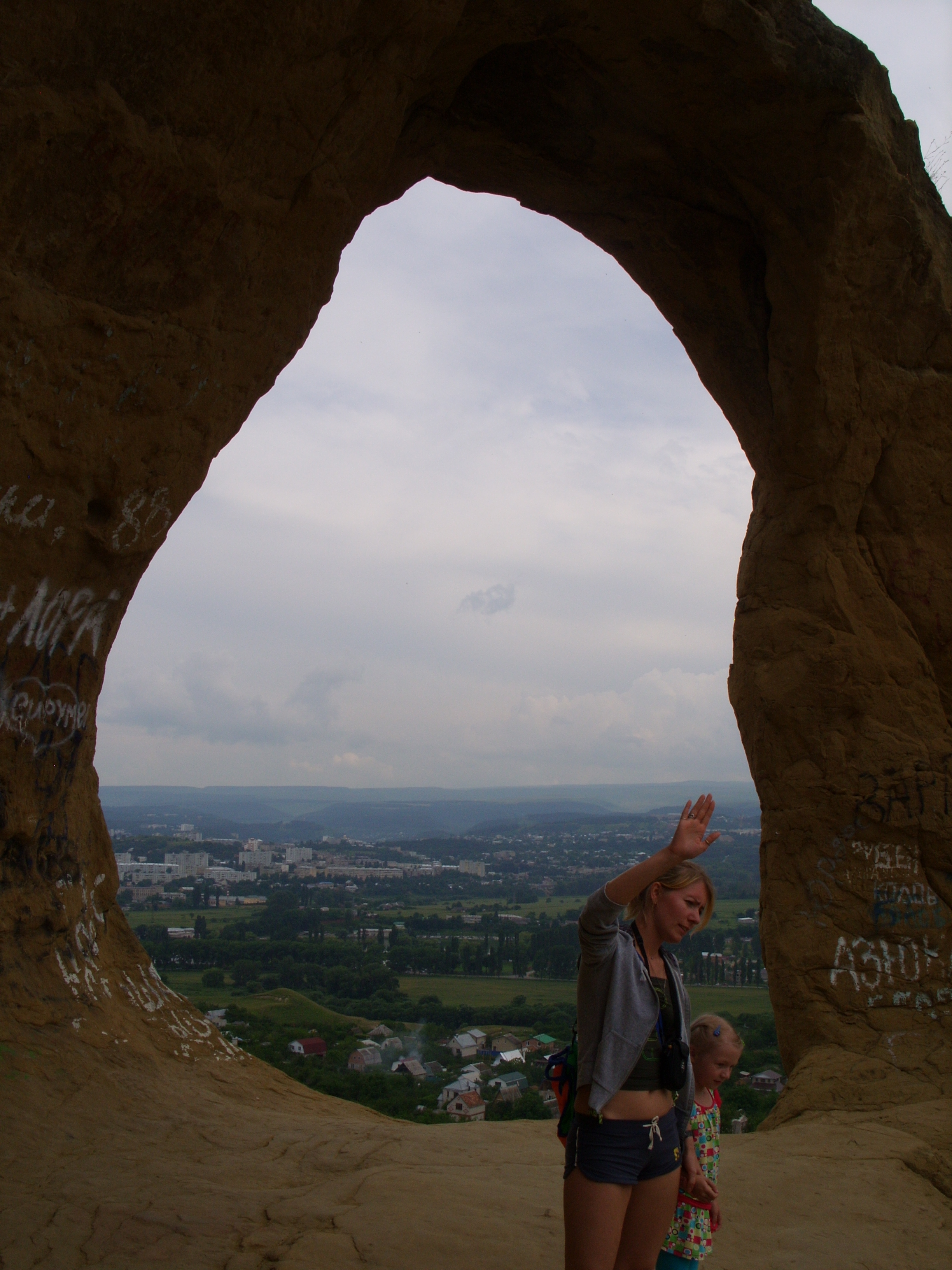
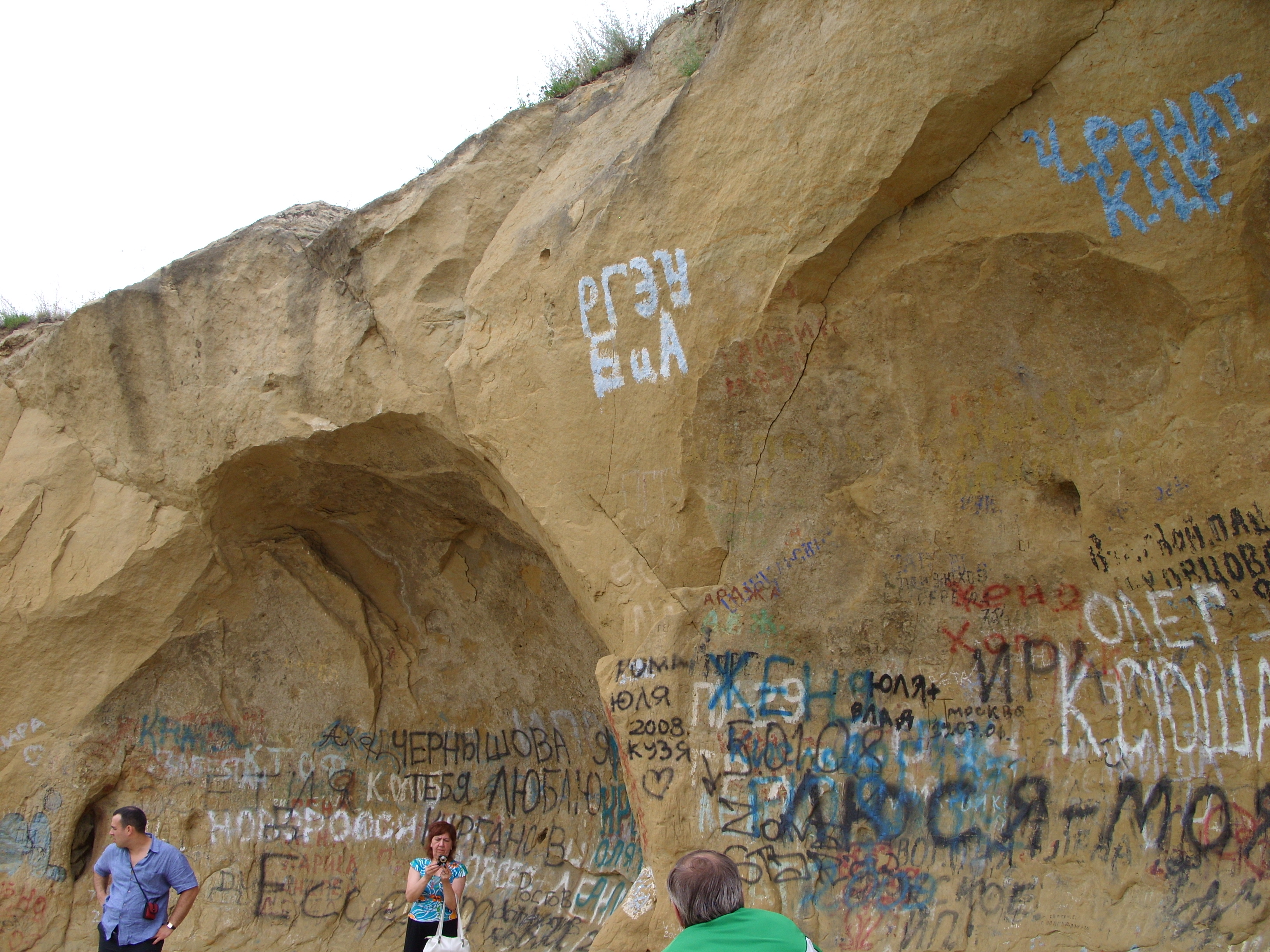
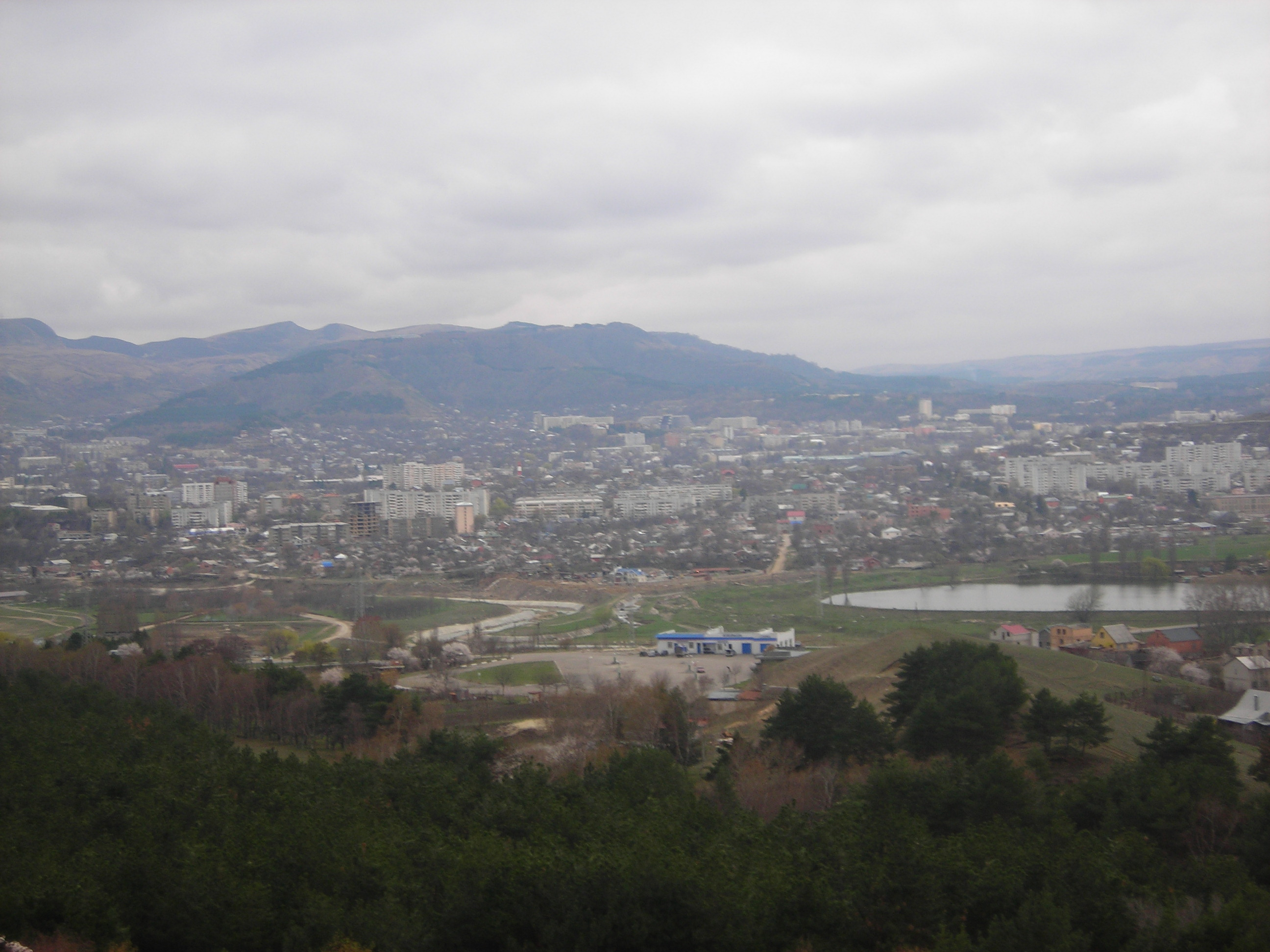
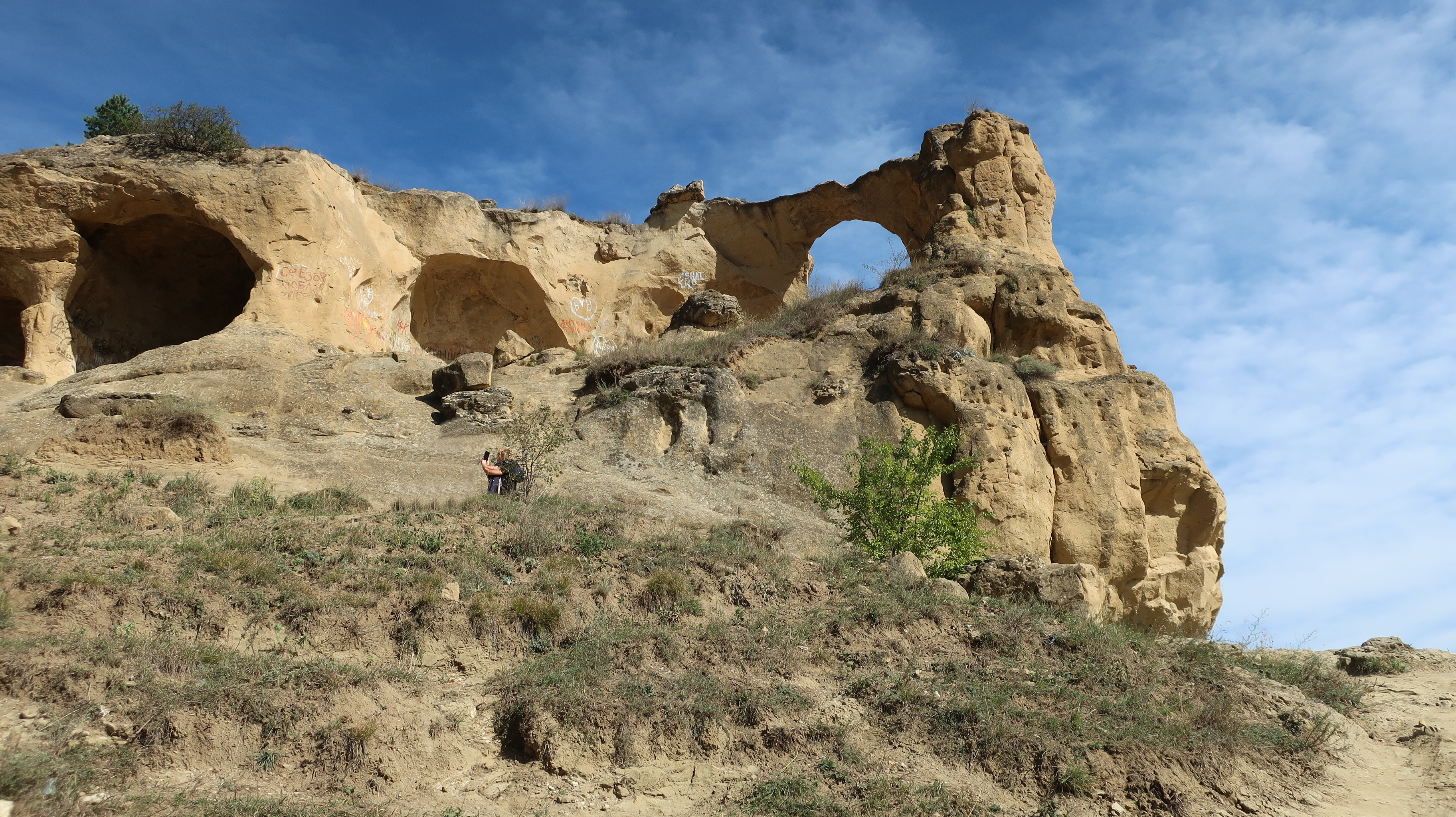